# لوك باينز
لوك باينز (بالإنجليزية: Luke Baines)‏ هو ممثل أسترالي، ولد في 8 يونيو 1990 في Hyde, Greater Manchester ‏ في المملكة المتحدة.

## وصلات خارجية
- لوك باينز على موقع IMDb (الإنجليزية)
- لوك باينز على موقع ألو سيني (الفرنسية)
- لوك باينز على موقع قاعدة بيانات الفيلم (الإنجليزية)
- لوك باينز على موقع كينوبويسك (الروسية)